# Shinzō wo Sasageyo!
«Shinzō wo Sasageyo!» (яп. 心臓を捧げよ！, досл. «Посвяти своє серце!») — одинадцятий трек, створений японським гуртом Linked Horizon для свого другого альбому Shingeki no Kiseki. Вперше пісня була випущена у короткій версії 2 квітня 2017 року як третій опенінґ до аніме Attack on Titan, а повна версія вийшла як частина альбому приблизно через місяць, 17 травня 2017 року. Композитором пісні є головний музикант гурту Revo, який створив її після багаторазового перечитування манґи до аніме, в деяких випадках беручи фрази безпосередньо з манґи, зокрема й назву пісні.
Хоча пісня не здобула такого успіху, як перший опенінґ до аніме «Guren no Yumiya», вона все одно лунала на численних концертах і була номінована на дві нагороди у 2017 році. У жовтні 2018 року пісня також отримала золоту сертифікацію від Japan Recording Industry Association, а в грудні 2021 року стала першою піснею Linked Horizon, яка набрала 100 мільйонів прослуховувань на стрімінговому аудіосервісі Spotify.

## Історія та реліз
Після написання попередніх двох опенінґів «Guren no Yumiya» та «Jiyū no Tsubasa» для аніме Attack on Titan, ця пісня стане третьою темою аніме, яку гурт Linked Horizon напише впродовж майже чотирьох років. Вперше про вихід пісні було анонсовано 6 березня 2017 року як про наступний опенінґ до аніме, після чого 9 березня в журналі Bessatsu Shōnen Magazine з'явилася заява соліста гурту Revo. Скорочену версію пісні було випущено приблизно через місяць, 2 квітня 2017 року, щоб приурочити її до виходу другого сезону "Attack on Titan". Повну версію пісні було випущено 17 травня 2017 року в альбомі «Shingeki no Kiseki» як одинадцятий трек з 11 пісень в «Regular Edition» та з 14 пісень в «Limited First Edition» версіях.
У лорі аніме фраза «Shinzō wo Sasageyo!» є ключовим вітанням і бойовим кличем, який герої аніме вживають протягом усього аніме-серіалу, і саме тому ця фраза стала слушною для назви композиції.

## Зміст
За словами Revo, пісню створили після багаторазового перечитування манґи, щоб визначити, що якнайкраще ляже на музику. Пізніше в інтерв'ю японській музичній мережі BARKS, Revo скаже, що «на відміну від „перефразування“ матеріалу з аніме для створення тексту пісні, він „з гордістю взяв би слова з Attack on Titan“. Revo також пояснив, що пісня містить „ такі елементи, що люди, які вже знають, що станеться, зрозуміють, що це спойлер, а ті, хто не знає про це, подумають, що це просто вираз, який просто привертає їхню увагу“. Веб-сайт Comic Book Resources також прокоментував пісню, заявивши, що вона наділена „епічним духом, який підкреслює насичені битви Attack On Titan і передає загальний настрій серіалу“».

## Інші виступи
Пісня була виконана разом з іншими треками альбому «Shingeki no Kiseki» під час численних турне Linked Horizon у 2017 році. 20 липня 2018 року голландський симфо-метал-гурт Epica випускає кавер-версію пісні у своєму другому мініальбомі Epica vs Attack on Titan Songs, запис якого розпочався влітку 2017 року.

## Здобутки

### Показники у чартах
Пісня дебютувала у двох чартах Billboard Japan (див. нижче) а також очолила чарти багатьох музичних стрімінгових сервісів. Протягом грудня 2021 року пісню прослухали понад 100 мільйонів разів на стрімінговому аудіосервісі Spotify, і вона стала першою піснею Linked Horizon, якій вдалося досягти такого успіху. Також цього ж року пісня посіла 5-те місце у щорічному чарті Spotify «Найбільш прослуховувані пісні японських виконавців за кордоном», залишається 10-ю за кількістю прослуховувань серед найпопулярніших аніме-прем'єр на Spotify у 2022 році.
| Чарти (2017)                    | Пікова позиція |
| ------------------------------- | -------------- |
| Japan Hot 100 (Billboard)       | 16             |
| Japan Hot Animation (Billboard) | 2              |

| Чарти (2017)                     | Пікова позиція |
| -------------------------------- | -------------- |
| Japan Download Songs (Billboard) | 81             |

## Сертифікації
| Регіон                                                                                          | Сертифікація | Продажі  |
| ----------------------------------------------------------------------------------------------- | ------------ | -------- |
| Японія (RIAJ)                                                                                   | Золотий      | 100 000* |
| *продажі, що базуються лише на сертифікаціях ^відвантаження, що базуються лише на сертифікаціях |              |          |

## Нагороди і номінації
| Рік  | Нагорода                 | Категорія                | Номінант / робота                                               | Результат  | Прим.  |
| ---- | ------------------------ | ------------------------ | --------------------------------------------------------------- | ---------- | ------ |
| 2017 | Newtype Anime Awards     | Найкраща тематична пісня | «Shinzō o Sasage yo!» Linked Horizon (Attack on Titan Season 2) | 8-ме місце | [ 17 ] |
| 2017 | Crunchyroll Anime Awards | Найкращий опенінґ        | «Shinzou wo Sasageyo!» Linked Horizon, Attack on Titan Season 2 | Номінація  | [ 18 ] |